# 明安達禮
明安達禮（穆麟德轉寫：minggandari，？—1669年），蒙古正白旗人，西鲁特氏，世居科尔沁。清朝政治人物、清朝兵部尚書。世袭游击将军，兼牛录额真。
崇德三年，任巴牙喇甲喇章京。六年，进二等甲喇章京。八年，擢礼部参政，兼正白旗蒙古梅勒额真。顺治三年，任兵部左侍郎。五年，擢正白旗蒙古都统。順治七年三月癸酉，接替阿哈尼堪，擔任清朝兵部尚書，九年，列议政大臣，进二等精奇尼哈番。十年，尚书职被罢，降为一等阿达哈哈番兼拖沙喇哈番。十一年伐俄罗斯。十三年，授理籓院尚书。
十五年十二月，命为安南将军。驻防荆州。十六年支援江宁，抵抗郑成功。十七年，授兵部尚书。康熙三年，加太子太保。六年，调吏部尚书。因病致仕。八年，卒，谥敏果。

## 家庭
父：博博图，曾率领七十余户人归顺努尔哈赤，被封为授牛录额真。战死于锦州，授于游击将军世职。

## 延伸阅读
[在维基数据编辑]
 《清史稿·卷228》，出自趙爾巽《清史稿》